# Динамо (Дніпропетровськ)
«Дина́мо» — радянський футбольний клуб з Дніпропетровська.

## Досягнення
- Всеукраїнська першість ПСТ «Динамо»
  -  Срібний призер – 1935

- Кубок УРСР
  -   Володар — 1940

## Історія
Заснований у Дніпропетровську в 1929 році. Ініціатором створення команди та першим її тренером був Олександр Михайлович Сердюков. Саме він займався комплектацією новоствореного клубу. З його ініціативи було запрошено молодих перспективних гравців: Петра Лайка, Володимира Гребера, Івана Кузьменка та Павла Корнілова. Також в команді в цей час виступав й Віктор Шиловський. В 1932 році збірна Дніпропетровська, основу якої складали саме гравці дніпропетровські динамівці, а її тренером був Олександр Сердюков, взяла участь в чемпіонаті УРСР. Клуб виступав у чемпіонатах СРСР 1936, 1937 і 1946 років; у Кубках СРСР 1936—1938 років. У 1947 році об'єднався з клубом «Сталь» (Дніпропетровськ).